# Mau Mau Maria
Mau Mau Maria ist eine Filmkomödie des portugiesischen Filmregisseurs José Alberto Pinheiro aus dem Jahr 2014.

## Handlung
Sehr zum Missfallen des erfolgreichen Portoer Unternehmers Faustino Maria Gonzaga leben seine drei Söhne ein verantwortungsfreies Junggesellenleben: während António erfolglos den Aufreißer und Bonvivant gibt, lebt der verschrobene Tierarzt João in seiner eigenen Welt, und der schüchterne Nerd Pedro lebt für kaum mehr als seine Arbeit in einer hippen Medienagentur.
Nach dem Tod seiner geliebten Frau, die für ihre Söhne so sehr ein erfülltes Leben an der Seite einer liebenden Frau wünschte, ist die Geduld des Familienpatriarchen Faustino am Ende und er stellt die drei vor die Wahl: entweder sie präsentieren ihm bis zur Feier seines posthumen 40. Hochzeitstags in sieben Wochen jeweils eine Braut, oder er enterbt sie. Nach einem missglückten gemeinsamen Essen mit Escort-Damen als angebliche Verlobte merken die drei, dass es dem Vater ernst ist, und sie nehmen das Projekt Brautsuche in Angriff, ohne so recht zu wissen, wie sie es angehen sollen.
Pedro erzählt seiner Arbeitskollegin und besten Freundin Luísa von seinem Problem, und sie erklärt sich spontan bereit, ihm dabei zu helfen, die richtige Frau zu finden. Während ihrer gemeinsamen Bemühungen stellen sie unerwartet fest, dass sie für einander geschaffen sind.
Der tollpatschige João macht sich spontan an die attraktive Madalena heran, die wegen ihres alten Katers Tobias zu ihm kam. Trotz ihrer Abneigung gegen seine kleingeistigen Gewohnheiten und Vergnügungen verliebt sie sich im Laufe der folgenden Begegnungen in den eigenwilligen João.
António schließlich übt sich erfolglos in unbeholfenen Verführungsversuchen und wird dabei Opfer der Trickbetrügerin Victória. Die ermittelnde Inspektorin, eine raue und für Komplimente wenig offene Frau, weist ihn zunächst hartnäckig ab, bis sie seinem immer aufrichtiger werdenden Charme erliegt.
Nach zwischenzeitlichen Rückschlägen und Missverständnissen kann der freudig überraschte Faustino auf der Feier zu seinem 40. Hochzeitstag dann tatsächlich seine drei Söhne mit ihren drei Verlobten begrüßen.

## Rezeption
Nach einer Vorpremiere am 29. Oktober 2014, im Multiplex-Kino des Einkaufszentrums Centro Comercial Vasco da Gama auf dem Expo 98-Gelände in Lissabon, kam der Film am 30. Oktober 2014 in die Kinos, wo er ein Publikumserfolg wurde und mit seinen 52.117 Besuchern zu den erfolgreichsten portugiesischen Filmen seit 2004 (Beginn der öffentlich geführten Box-Office-Statistiken durch das portugiesische Filminstitut ICA) zählt.
Neben einer medialen Werbekampagne zogen die bekannten Komiker José Pedro Gomes (als Vater Faustino), António Raminhos (als erfolgloser Aufreißer António) und der seit Os Contemporâneos populäre Eduardo Madeira (als trotteliger Tierarzt), aber auch die relativ prominente weibliche Besetzung Zuschauer an. Neben der Filmmusik von Dimitris Andrikopoulos und Hugo Mesquita kommen im Film auch bekannte Pophits der 1980er und frühen 1990er Jahre vor, darunter o Anzol von Rádio Macau, Burbujas de Amor von Juan Luis Guerra, Relax von Frankie Goes To Hollywood und True von Spandau Ballet, mit denen in der jeweiligen Szene die unbeholfen nachgeholte erste Beziehungsanbahnung der drei Junggesellen ironisch unterstrichen wird.
Am 26. August 2019 lief der Film erstmals im portugiesischen Fernsehen, bei RTP1. Er wurde danach bei RTP2 (am 23. Mai 2020) und erneut bei RTP1 (am 24. Oktober 2020) wiederholt.
Mau Mau Maria erschien 2015 bei NOS Audiovisuais auf DVD.